# 1914 na Venezuela
Esta é uma cronologia dos principais fatos ocorridos no ano de 1914 na Venezuela.

## Arte
Pintura
- Tejerías. Paisaje de Agua Salud, de Pedro Castrellón Niño.[1]

Escultura
- La tempestad, de Lorenzo González. (Localizada na entrada do Museu de Belas Artes de Caracas.)[2]